# Ritter (Dentalunternehmen)

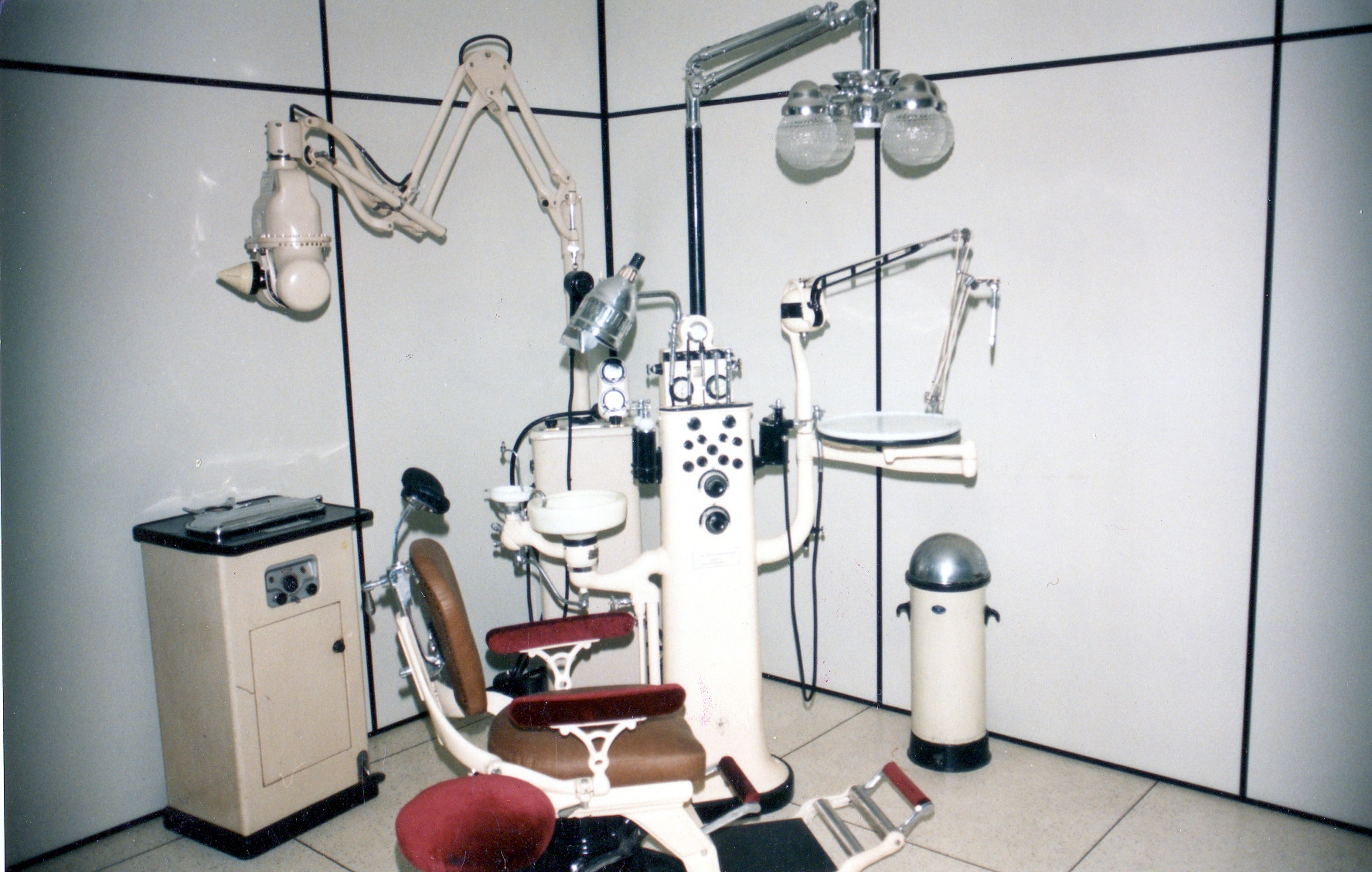
Ritter Zahnarztausstattung von 1925

Die Ritter AG in Karlsruhe-Durlach produzierte und vertrieb Einrichtungen für Zahnärzte insbesondere Zahnarztstühle, Instrumententräger, Speifontänen, Röntgengeräte, Sauganlagen sowie Geräte für Dentallabors. Das Unternehmen bestand von 1924 bis 1990. Teile des Programms werden bis heute unter Firmennamen und der Marke „Ritter“ in neuen Unternehmen und Gesellschaftern fortgeführt.

## Geschichte

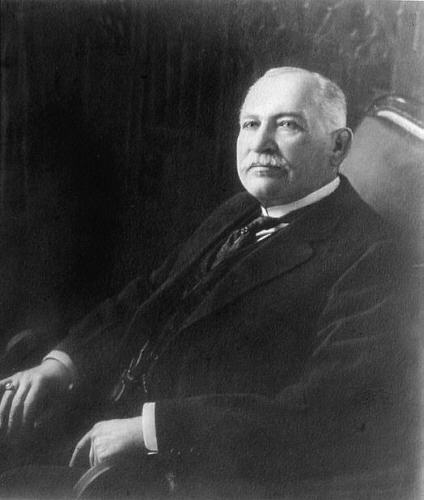
Gründer Frank Ritter um 1910

### Gründung durch Frank Ritter
Im Jahr 1867 wanderte der damals 26-jährige Frank Ritter (* 1841, † 1928) aus Astheim in die Vereinigten Staaten von Amerika aus. Als gelernter Kunstschreiner gründete er im Jahre 1880 im Staat New York eine Möbelfabrik. Nachdem er zunächst nur Instrumentenschränke baute, schuf Frank Ritter 1887 einen völlig neuartigen zweiteleskopischen Behandlungsstuhl für Zahnärzte mit Ölpumpenmechanismus, für den er 1893 auf der Weltausstellung in Chicago mit einer Goldmedaille ausgezeichnet wurde. Der Erfolg veranlasste ihn, die Produkte, wie eine elektrische Bohrmaschine, einen Instrumententräger oder ein Dentalröntgengerät weiterzuentwickeln.
1906 zog er mit seinem Unternehmen, Ritter Corp., nach Rochester und wurde zu einem führenden Hersteller dentalmedizinischer Geräte. 1952 baute das Unternehmen eine Röntgen-Röhrenfertigung auf. Zwischen den Jahren 1957 und 1967 wuchs Ritter durch Kauf und die Fusion von 10 Unternehmen zu einem bedeutenden Konzern für Gegenstände der Zahnheilkunde.

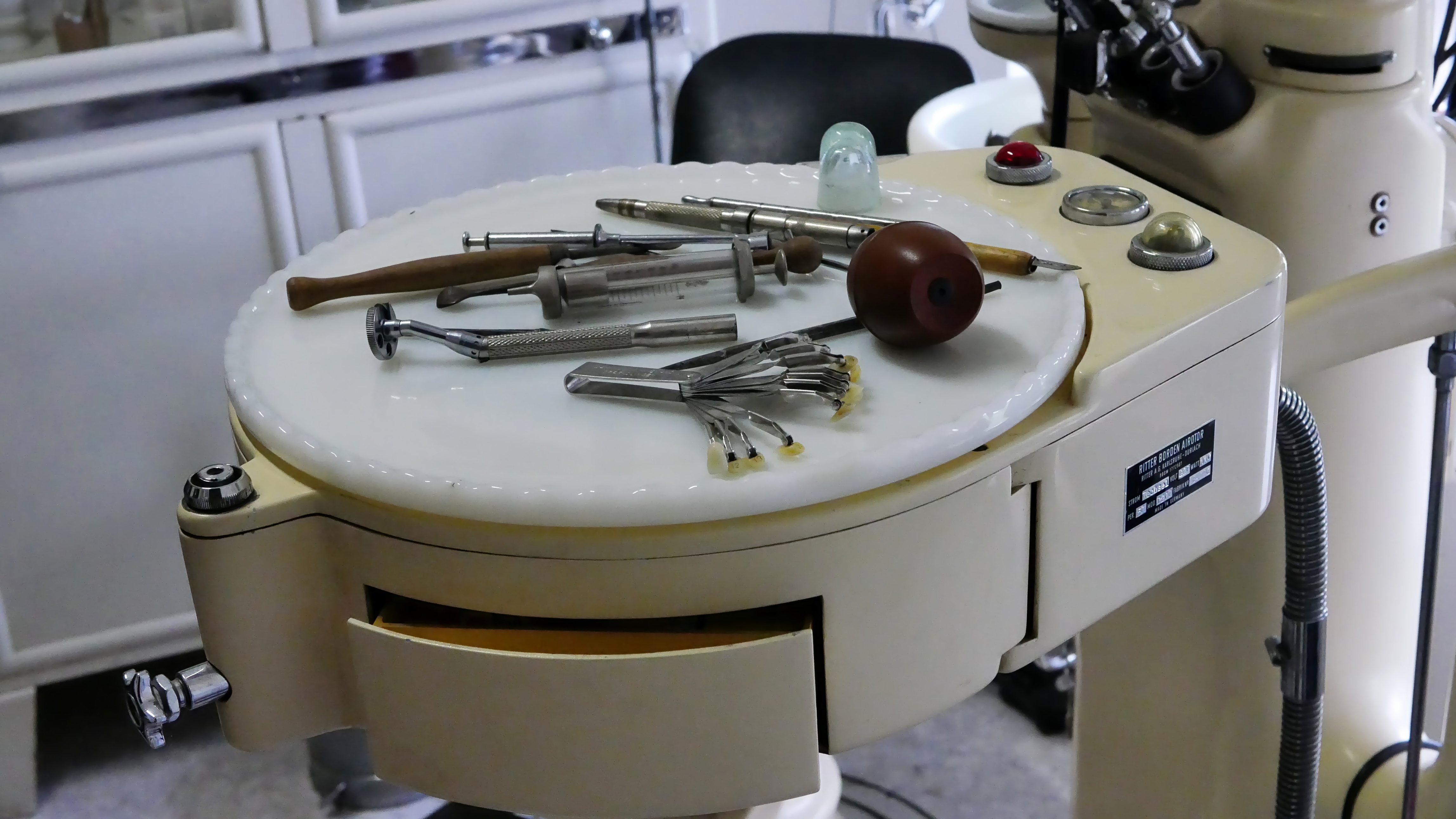
Ritter Borden Airotor

### Ritter AG, Durlach

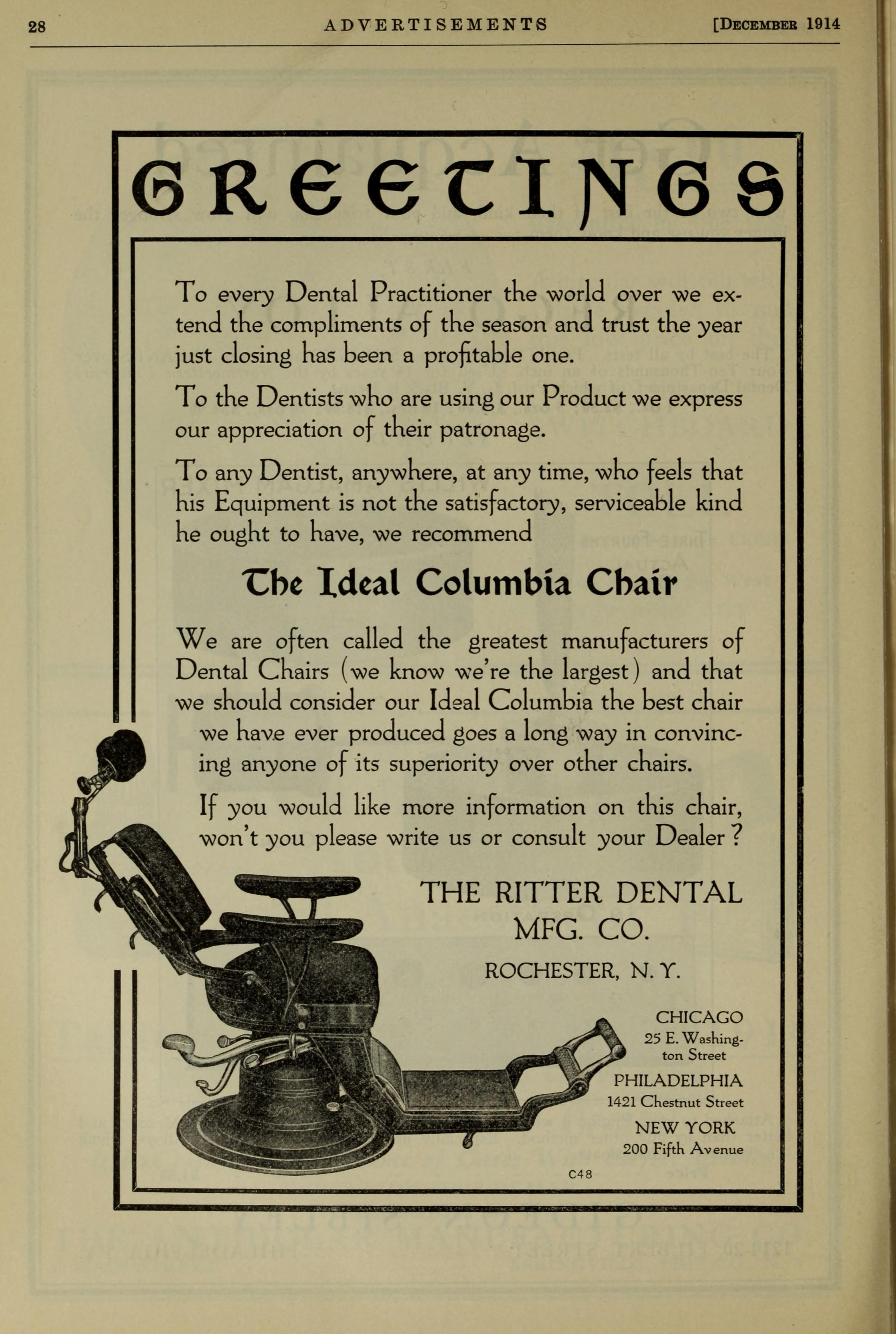
Ritter Werbeanzeige von 1914

Die Idee, auch in Deutschland eine Fabrik zu errichten, wurde von den beiden Töchtern von Frank Ritter in die Tat umgesetzt. Im Jahre 1924 erwarben sie die Firma Arnold Bieber AG in Durlach, das damals noch nicht zu Karlsruhe gehörte, behielten den Namen Ritter-Bieber AG zunächst bei und produzierten Einrichtungen für Zahnärzte für den europäischen Markt. Ab 1927 benannten sie sich in Ritter AG um. Die Ritter AG beschäftigte in den 1960er Jahren bis zu 860 Arbeitnehmer.

#### Sybron Corporation
1966 übernahm der Mutterkonzern in den USA, der sich mittlerweile Ritter-Pfaudler nannte, die Sybron Corporation aus Rochester. Anschließend verlor die Familie Ritter ihren unternehmerischen Einfluss. Die Holding in USA wurde in Sybron Corporation umfirmiert. Infolge einer anhaltenden Verlustlage gab Sybron im Jahre 1985 die Produktion von dentalmedizinischen Geräten in den Vereinigten Staaten auf. In diesem Zuge trennte man sich auch von den verlustbringenden Tochtergesellschaften in Deutschland, so auch von der Ritter AG.

#### Ritter AG steht zum Verkauf
Ende des Jahres 1985 waren bei der Ritter AG noch 338 Arbeitnehmer und 17 Auszubildende beschäftigt. Die Ritter AG erwirtschaftete seit Beginn der 1980er Jahre anhaltende Verluste. 1983 belief sich der Umsatz noch auf 84 Mio. DM und der Verlust betrug 7 Mio. DM, 1984 stürzte der Umsatz auf 47 Mio. DM ab und der Verlust stieg auf 14,4 Mio. DM. 1985 ging der Umsatz nochmals auf 31,4 Mio. DM und der Verlust auf 9,5 Mio. DM zurück.
Die Gründe dafür waren eine unwirtschaftliche Fertigung und eine zu hohe Fertigungstiefe. Ein Kostendämpfungsgesetz für Krankenhäuser und Zahnärzte sowie ein Rückgang von sich neu niederlassenden Zahnärzten führte zu Umsatzrückgängen. Kostenstrukturen wurden nicht angepasst. Eine erst 1981 auf den Markt gebrachte Behandlungseinheit „Compoflex D 222“ wies vor allem in der Elektronik Mängel auf, die zu einer Vielzahl von Mängelrügen und Rückgaben führten.
Sybron Corp. wollte sich deshalb gesichtswahrend von Ritter AG trennen und war bereit, einen negativen Kaufpreis zu bezahlen. Mit einer Vereinbarung vom 2. März 1985 übertrug Sybron alle Aktien der Ritter AG auf die Weng Rai Trading Ltd., Hongkong, und auf die German American Property Corporation, New York. Von dort gingen die Aktien an Torsten Griess-Nega und seine Familie, der bereits an der Zahnfabrik Bad Nauheim beteiligt war. Für die Aktien wurde kein Kaufpreis entrichtet. Dafür verpflichtete sich Sybron, für die Dauer von 8 Monaten nach Übergabe weiterlaufende Verluste des Unternehmens in Höhe von monatlich bis zu 500.000 DM zu tragen. Diese Zahlung setzte jedoch voraus, dass die Ritter AG keinen Konkurs- oder Vergleichsantrag stellt.

### Ritter AG unter Griess-Nega
Nach der Übernahme des Aktienpaketes wurde Griess-Nega zum alleinigen Vorstand auf 5 Jahre bestellt. Auch wurde ein neuer 3-köpfiger Aufsichtsrat eingesetzt. Ein funktionierendes Sanierungskonzept hatte Griess-Nega nicht; auch ist es ihm nicht gelungen, dem Unternehmen neues Kapital oder Kredite zuzuführen. Die monatlichen Verluste waren höher als die von der Firma Sybron geleisteten Zuschüsse von 500.000 DM, die pünktlich entrichtet wurden.

#### Erster Konkurs
Nachdem Sybron im Dezember 1985 den letzten monatlichen Zuschuss von 500.000 DM geleistet hatte, stellte Torsten Griess-Nega für die Ritter AG am 15. Januar 1986 beim Amtsgericht Karlsruhe den Antrag auf Eröffnung eines gerichtlichen Vergleichsverfahrens zur Abwendung des Konkurses. Der Stuttgarter Rechtsanwalt  Volker Grub wurde zum vorläufigen Vergleichsverwalter bestellt.
Das Amtsgericht setzte dem Unternehmen eine Frist von vier Wochen, Unterlagen zur Eröffnung des Vergleichsverfahrens einzureichen. Nachdem der Vorstand diese nicht mehr vorlegte, eröffnete das Amtsgericht am 17. März 1986 das Anschlusskonkursverfahren. Grub wurde auch zum Konkursverwalter bestellt.

#### Das Sanierungskonzept
Ritter AG hatte in dieser Phase drei neue Produkte, einen Patientenstuhl, einen Instrumententräger und eine Speifontäne unter dem Namen Dialog 190 E, entwickelt. Die alten Produkte sollten abgelöst werden. Der Konkursverwalter veranlasste, dass Dialog 190 E auf der Internationalen Dental-Schau im April 1986 in Köln vorgestellt wurde. Die bevorstehende Dentalschau veranlasste viele Zahnärzte, ihre Bestellung zurückzuhalten. Die Präsentation der neuen Geräte war ein großer Erfolg. Die Technik, aber auch das Design überzeugten und führten zu vermehrten Bestellungen von Zahnärzten.
Die unwirtschaftliche Fertigung von Röntgengeräten, Operationsleuchten und Geräten für Dentallabors gab der Konkursverwalter auf. Die Fertigungsabläufe wurden optimiert, die Fertigungstiefe abgebaut und Lohnaufträge an andere Unternehmen vergeben. Die Galvanikabteilung wurde aufgelöst. Die Belegschaft wurde auf 248 Arbeitnehmer reduziert.

### Ritter GmbH Dentaleinrichtungen
Um den Makel des Konkurses zu vermeiden, gründete der Konkursverwalter eine Vertriebsgesellschaft unter dem Namen Ritter GmbH Dentaleinrichtungen, die ihre Tätigkeit bereits am 4. April 1986 aufnahm und zunächst nur den Vertrieb wahrnahm. Das Personal mit Produktion und Verwaltung verblieb bei der Ritter AG.
Grub bestellte als Geschäftsführer der Ritter GmbH Dentaleinrichtungen Bodo Hintze für die Technik und Franz Hermann Vogt für Verwaltung und Vertrieb. Erst ein Jahr später, nachdem der notwendige Personalabbau erfolgt war, übernahm die Ritter GmbH am 1. April 1987 das gesamte Personal der Ritter AG. Bei der Ritter AG verblieben Grundstücke, Geschäftsausstattung und Marken. Die Marke Ritter mit einem Halbkreis und einem Punkt vor dem Schriftzug war in Deutschland, USA, Japan und in 19 weiteren westlichen Ländern geschützt.
Auf der Suche nach Investoren für die Ritter GmbH Dentaleinrichtungen verhandelte der Insolvenzverwalter mit Interessenten aus dem In- und Ausland. Die Verhandlungen erstreckten sich über 4 Jahre. Die neuen Produkte wurden von der Zahnärzteschaft gut angenommen. Der jährliche Umsatz zwischen 1986 und 1990 pendelte sich in dieser Zeit auf 28 bis 32 Mio. DM ein.

#### Verkauf an Bodo Hintze
Die beste Fortführungslösung war ein Management-Buy-out mit Bodo Hintze. Er erhielt von der Commerzbank, der Landeskreditbank Baden-Württemberg und der Industriekreditbank eine Finanzierung für die Übernahme. Zum 1. Mai 1990 übernahm Hintze die Ritter GmbH Dentaleinrichtungen sowie die Geschäftsausstattung und die Marken von der Ritter AG. Das Betriebsanwesen Killisfeldstraße 62 in Karlsruhe-Durlach erwarb Hintze zeitgleich mit der neugegründeten Hintze GmbH & Co. Medizintechnik KG.

#### Ende des Ersten Konkurses
Grub beendete das Konkursverfahren im Jahr 1992. Bevorrechtigte Forderungen in Höhe von 5 Mio. DM wurden voll befriedigt, nicht bevorrechtigte Forderungen in Höhe von 30 Mio. DM erhielten eine Zahlungsquote von 40 %.

### Ritter GmbH Dentaleinrichtungen unter Bodo Hintze
Die Wiedervereinigung und die Beendigung des Kalten Krieges eröffneten Ritter neue Märkte im Osten. In den neuen Bundesländern machten sich über 500 Zahnärzte selbstständig, die sich eine neue Praxis einrichteten. Hintze eröffnete Vertriebsniederlassungen in den USA, Frankreich und der Slowakei und konnte damit die Umsätze 1991 auf 67 Mio. DM erhöhen und einen Gewinn von 8,4 Mio. DM ausweisen. 1992 betrug der Umsatz 73 Mio. DM und der Gewinn 2,1 Mio. DM. Die Belegschaft wuchs wieder auf 300 Mitarbeiter und die Produktion wurde auf 2.000 Zahnarzteinrichtungen im Jahr ausgelegt.

#### Zweiter Konkurs
Der Aufschwung war nur von kurzer Dauer. Im Jahr 1994 ging der Umsatz auf 36,5 Mio. DM zurück und der Verlust betrug 13 Mio. DM. Ursächlich war der „Seehofer-Effekt“: Der damalige Gesundheitsminister sah Sparmaßnahmen auch bei den Zahnärzten vor. Im Sommer 1995 stellten die Banken die Finanzierung des Unternehmens ein, die Ritter GmbH Dentaleinrichtungen wurde zahlungsunfähig und stellte am 17. August 1995 beim Amtsgericht Karlsruhe Insolvenzantrag, der am 1. September 1995 zur Eröffnung des Konkurses führte. Als Konkursverwalter wurde Rechtsanwalt und Wirtschaftsprüfer Eberhard Braun, Achern, bestellt.
Braun konnte nur noch die Stilllegung des Betriebs verfügen. Das Insolvenzverfahren wurde im Jahr 2005 beendet. Nur die bevorrechtigten Gläubiger der Klasse I, die sich auf 5,7 Mio. DM beliefen, erhielten eine Quote von 23 %.

### Ritter-IBW-Dentalsysteme GmbH
Braun verkaufte bereits zum 14. Oktober 1995 den Reparatur- und Ersatzteildienst sowie Service und das Produktionsprogramm an eine am 12. Oktober 1995 gegründete Ritter-IBW-Dentalsysteme GmbH von Hans Wünschel, Jockgrim. Die neue Gesellschaft mietete sich in dem Betriebsanwesen in der Killisfeldstraße 64 in Karlsruhe-Durlach ein und nahm mit 11 von Ritter übernommenen Mitarbeitern die Tätigkeit sofort auf. In wenigen Monaten wuchs die Belegschaft auf rund 50 Arbeitnehmer. Wünschel änderte das Unternehmenskonzept, vergab die aufwendigen Produktionsprozesse an Zulieferer und beschränkte sich auf die Montage der Zahnarztbehandlungseinheiten. Nach einem holprigen Anlauf des Unternehmens in Karlsruhe verlegte er den Sitz und die Fertigung 1996 nach Zwönitz bei Chemnitz, wo er bereits unternehmerisch tätig war. Er konnte dort die Unternehmensgruppe wieder auf 140 Arbeitnehmer aufbauen. Es gelang ihm, die Digitalisierung der zahnärztlichen Behandlungseinheit voranzubringen.

#### Dritter Konkurs
In Zwönitz kam auch die Ritter-IBW-Dentalsysteme GmbH im Jahr 2000 in Zahlungsschwierigkeiten. Auch sie trafen noch die Sparmaßnahmen des Gesundheitsministers Horst Seehofer. Geschäftsführer Hans Wünschel beantragte am 27. Oktober 2000 beim Amtsgericht Chemnitz die Eröffnung eines Insolvenzverfahrens. Das Insolvenzverfahren wurde am 1. Januar 2001 eröffnet. Der Insolvenzverwalter führte das Unternehmen weiter und reduzierte die Belegschaft auf 46 Arbeitnehmer. Das Amtsgericht bestellte den Chemnitzer Rechtsanwalt Frank-Rüdiger Scheffler zum Insolvenzverwalter. Im September 2001 veräußerte er die Assets des Unternehmens einschließlich der Marke Ritter an eine Auffanggesellschaft unter der Firma Ritter Concept GmbH mit Sitz in Zwönitz.

### Ritter Concept GmbH
Die Ritter Concept GmbH übernahm alle 46 Arbeitnehmer von der Ritter-IBW-Dentalsysteme GmbH. Gründungsgesellschafter waren die Olpe Jena GmbH mit einer Beteiligung von 46 %, die Berliner Rösch AG mit 44 % und clinic srl. in Imola mit 10 %. Die beiden ersten Geschäftsführer wurden Olaf Reddersen aus Jena und Roberto Beccafogli, Imola. Die Rösch AG stellte mit Werner Schmitz den Vertriebsleiter. Das neugegründete Unternehmen spezialisierte sich auf Zahnarztstühle, Arbeitsleuchten und Wasserspender sowie sonstige Geräte für Zahnärzte.
Über das Vermögen der Rösch AG wurde am 1. März 2003 ein Insolvenzverfahren eröffnet und der Geschäftsbetrieb eingestellt. Am 8. Juli 2003 schied Olaf Reddersen als Geschäftsführer aus, dafür wurde Werner Schmitz, Biberach, Geschäftsführer und rückte auch in die Position eines Gesellschafters. Der Mitgeschäftsführer Roberto Beccafogli schied endgültig am 29. Oktober 2008 als Geschäftsführer aus.
Die Ritter Concept GmbH verwendet erneut die ursprünglich für die Ritter AG eingetragene Marke „Ritter mit Halbkreis und Punkt“. Showrooms bestehen in Biberach, Köln und Kolbingen. Zu Beginn des Jahres 2018 wurde der Sitz und Produktionsstandort des Unternehmens nach Biberach an der Riß verlegt.
Das Unternehmen besteht erfolgreich fort. Werner Schmitz sieht Ritter Concept GmbH in der Nachfolge der 1887 von Frank Ritter in USA gegründeten Ritter Corp. und betont die Stärken eines inhabergeführten Unternehmens.